# 松土隆二
松土 隆二（まつど たかじ、1947年12月23日 - ）は、日本のアニメーションプロデューサー。株式会社ベガエンタテイメント代表取締役。

## 来歴
多摩美術大学を卒業後、東京ムービーのスタッフを経て、1973年、同じくアニメ制作会社のズイヨー映像に入社。『山ねずみロッキーチャック』・『アルプスの少女ハイジ』等で制作主任などを務めた後、1975年、日本アニメーションへ移った。
同社へ移籍後はプロデューサーに転身し、『母をたずねて三千里』・『ペリーヌ物語』・『トム・ソーヤーの冒険』・『家族ロビンソン漂流記 ふしぎな島のフローネ』・『ミームいろいろ夢の旅』・『宇宙船サジタリウス』・『私のあしながおじさん』・『トラップ一家物語』等、数多くのテレビアニメのプロデュースを担当。
1993年頃、日本アニメーションを退社。同年8月にベガエンタテイメントを設立し、以降は同社の代表取締役としての業務に従事しつつ、アニメーションプロデューサーとしても引き続き活動している。